# Ibrahim Tanko
Ibrahim Tanko (ur. 25 lipca 1977 w Kumasi) – ghański piłkarz występujący na pozycji napastnika, a także trener.

## Kariera klubowa
Tanko jest wychowankiem King Faisal Babes. W 1994 roku przeszedł do niemieckiej Borussii Dortmund. Zadebiutował tam 24 września 1994 w wygranym przez jego zespół 5:0 meczu z VfB Stuttgart, rozegranym w ramach rozgrywek Bundesligi. Natomiast pierwszego gola w lidze niemieckiej strzelił 1 kwietnia 1995 w pojedynku z Bayerem Uerdingen, zakończonym wynikiem 3:1 na korzyść jego drużyny. Przez cały sezon wystąpił w lidze 14 razy i strzelił jednego gola, a także zdobył z klubem mistrzostwo Niemiec. Rok później ponownie sięgnął z klubem po to trofeum. W 1997 roku wraz z Borussią zdobył Ligę Mistrzów, a także wystąpił w finale Superpucharu Europy, przegranym 0:2 z Barceloną.
W 2001 roku podpisał kontrakt z zespołem SC Freiburg, także grającym w Bundeslidze. Pierwszy ligowy mecz rozegrał tam 22 kwietnia 2001 przeciwko 1. FC Kaiserslautern (5:2). W 2002 roku uplasował się z klubem na 16. pozycji w lidze i spadł z nim do 2. Bundesligi. Po roku wrócił z Freiburgiem do Bundesligi, w której występował przez dwa lata, po czym ponownie spadł do niższej ligi. W barwach Freiburga Tanko rozegrał 106 spotkań i strzelił 5 goli. W 2007 roku zakończył karierę.

## Kariera reprezentacyjna
W latach 1996–2004 Tanko rozegrał 9 spotkań w reprezentacji Ghany.

## Kariera trenerska
Po zakończeniu kariery Tanko pracował jako asystent w rezerwach Freiburga, Urawie Red Diamonds, 1. FC Köln oraz reprezentacji Kamerunu. W 2018 roku został selekcjonerem reprezentacji Ghany U-23.